# Винни-Пух: Весенние денёчки с малышом Ру
«Винни-Пух: Весенние денёчки с малышом Ру» (англ. Springtime with Roo) — американский полнометражный мультфильм 2004 года, выпущенный сразу на DVD без предварительного показа в кинотеатрах или по телевидению. По мотивам сказок Алана Милна о приключениях Винни-Пуха и его друзей.

## Сюжет
Наступила Пасха. Ру, Тигра, Пух, Пятачок и Иа отправляются к Кролику, который ежегодно организует им это празднование. Однако тот вместо праздника заставляет своих друзей наводить порядок в своём доме. Обескураженные гости выполняют приказ Кролика, и находят в шкафу свои прошлогодние пасхальные подарки. Они решают украсить дом Кролика, но тот, вернувшись с огорода, взрывается яростью, уничтожает украшения и выгоняет всех прочь. Никто не понимает, что происходит с Кроликом, Тигра решается поговорить с ним об этом. Кролик заявляет, что больше не любит праздник Пасхи, объяснение этому находится «в главе III», ровно год назад…

Как всегда в этот день Кролик становится «пасхальным». В Волшебный лес только переехали Кенга с Крошкой Ру, и малыша приглашают на его первую в жизни охоту за пасхальными яйцами. Организатор Кролик чрезмерно любит порядок и правила, а друзья всё делают «не по плану». В итоге все рады, кроме Кролика, они сами организовали праздник и охоту за яйцами, а Тигру назвали «лучшим пасхальным кроликом» — это сильно огорчает Кролика.

Опечаленный Тигра возвращается к друзьям и рассказывает им о своей неудаче. Особенно огорчён Ру, Кролик видит, что малыш его жалеет и понимает, но всё равно, не смягчившись, отказывается от проведения праздника. Тогда в дело вмешивается рассказчик за кадром: он переносит Кролика в будущее, «на ещё ненаписанные страницы», и он обнаруживает, что остался в Лесу совсем один. Рассказчик объясняет Кролику, что это произошло, потому что тот эгоист, не ценил своих друзей. Кролик понимает свою ошибку и, вернувшись в настоящее, готовит пасхальный праздник.

## Роли озвучивали
| Актёр             | Роль             |
| ----------------- | ---------------- |
| Джимми Беннетт    | Крошка Ру        |
| Джим Каммингс     | Винни-Пух, Тигра |
| Джон Фидлер       | Пятачок (речь)   |
| Джефф Беннетт     | Пятачок (вокал)  |
| Кен Сэнсом        | Кролик           |
| Питер Каллен      | Иа-Иа            |
| Кэт Сьюси         | Кенга            |
| Дэвид Огден Стирс | Рассказчик       |